# Chiesa della Visitazione di Maria (Lona-Lases)
La chiesa della Visitazione di Maria è la parrocchiale a Lona-Lases, nella frazione di Lases in Trentino. Risale al XIX secolo.

## Storia
La chiesa di Lases venne ricordata una prima volta nel 1639 e poi nel 1651 negli atti visitali che la descrissero come di dimensioni troppo ridotte e tali da farla confondere con una normale abitazione.
In seguito fu oggetto di un ampliamento che necessariamente portò alla perdita di parte della struttura primitiva, realizzato nel 1660. In questa ricostruzione un affresco ritenuto miracoloso venne tuttavia conservato intatto. Ottenne la concessione della custodia dell'Eucaristia nel 1791 e divenne espositura della pieve di Piné. Due anni dopo ebbe anche il fonte battesimale.

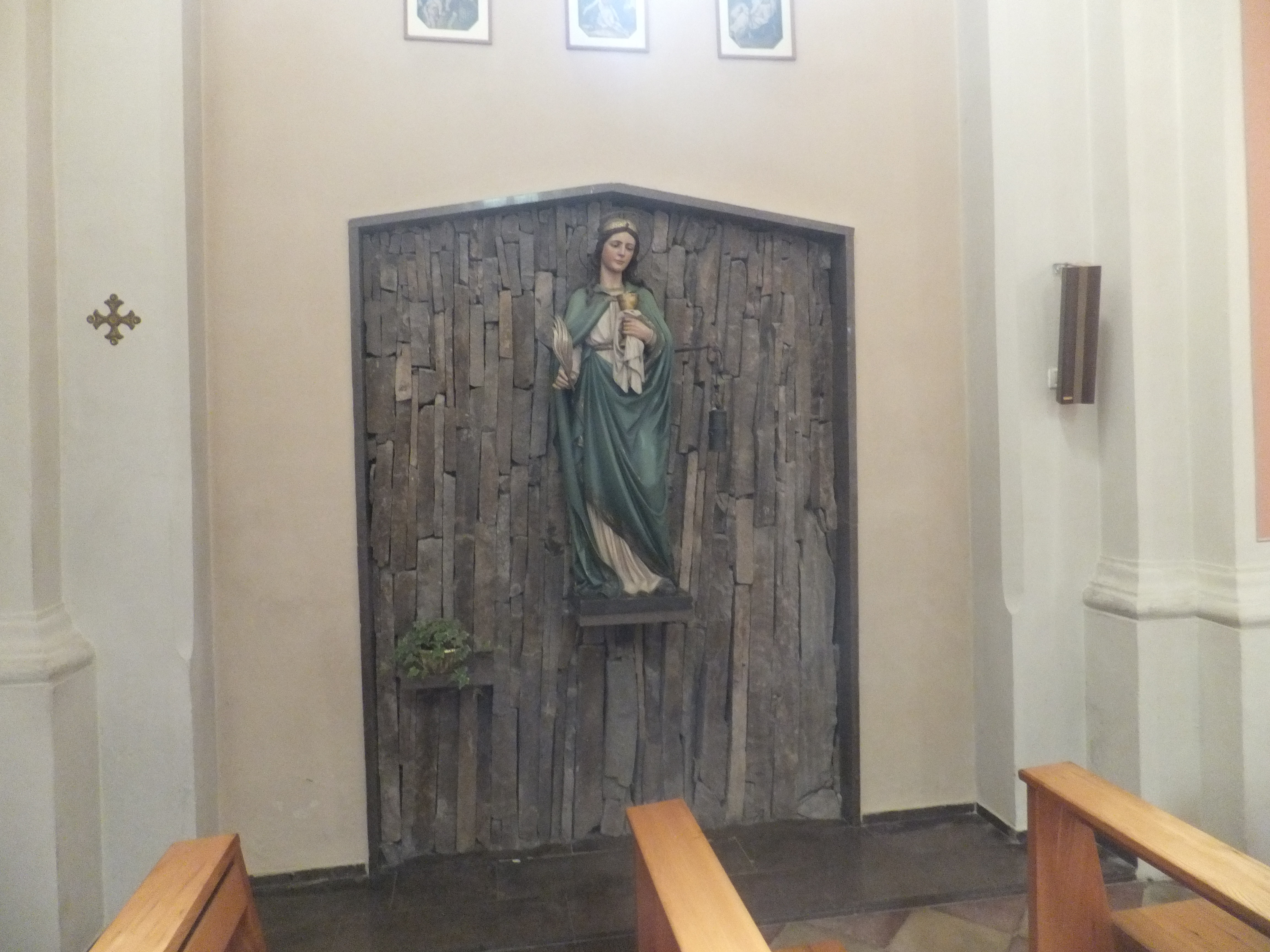
Statua di Santa Barbara nella piccola cappella in porfido.

Dopo la metà del XIX secolo si iniziò a costruire la torre campanaria e, verso la fine del secolo, si sentì sempre più urgente la necessità di ampliare l'edificio, non più sufficiente a contenere i fedeli. Piuttosto che rimaneggiare la chiesa preesistente di preferì optare per la costruzione di un nuovo tempio, e venne scelto il progetto Luigi Obrelli, che prevedeva di far sorgere l'edificio su un sito diverso da quello occupato dalla chiesa storica.
Il cantiere venne aperto con la posa della prima pietra nel 1889 e durante l'anno successivo la primitiva chiesa venne demolita per poterne riutilizzare i materiali. La nuova chiesa nelle sue strutture fondamentali fu pronta nel 1890 mentre la torre campanaria rimase quella già esistente, che risultò quindi leggermente separata dal corpo dell'edificio moderno. Nello steso anno la chiesa fu benedetta e nel 1911 venne celebrata la solenne consacrazione dal vescovo di Trento Celestino Endrici.
Venne dotata di impianto elettrico nel 1913.
Ottenne dignità parrocchiale nel 1920.
Nel primo dopoguerra del XX secolo la volta col catino absidale venne dipinta da Agostino Aldi e la facciata venne decorata da Franceschini di Trento. Attorno al 1965 fu ricavata una nuova cappella per la statua di Santa Barbara e, negli anni ottanta, iniziò un ultimo ciclo di restauri che interessò la torre campanaria e gli interni, con particolare attenzione per i dipinti di Aldi e per la nuova collocazione della statua di Santa Barbara.

## Descrizione
La chiesa è stata costruita sotto le grandi strutture in porfido del Dos dal Pin.
L'interno conserva, sull'altar maggiore, un dipinto della Madonna con Bambino. Nell'abside, con ai lati due angeli in rilievo, la Visitazione, del XVI secolo. La statua lignea di Santa Barbara, attribuita al maestro Carlo Pancheri di Ortisei, è posta in una nicchia della sala rivestita in porfido.